# Mateare
Mateare est une municipalité nicaraguayenne du département de Managua au Nicaragua.